# Phare de l'île Sentinel
Le phare de l'île Sentinel est un phare situé sur le canal Lynn dans l'Alaska du Sud-Est. Lui, et le phare des îles Five Finger ont été les premiers phares mis en service en Alaska, en 1902.

## Histoire

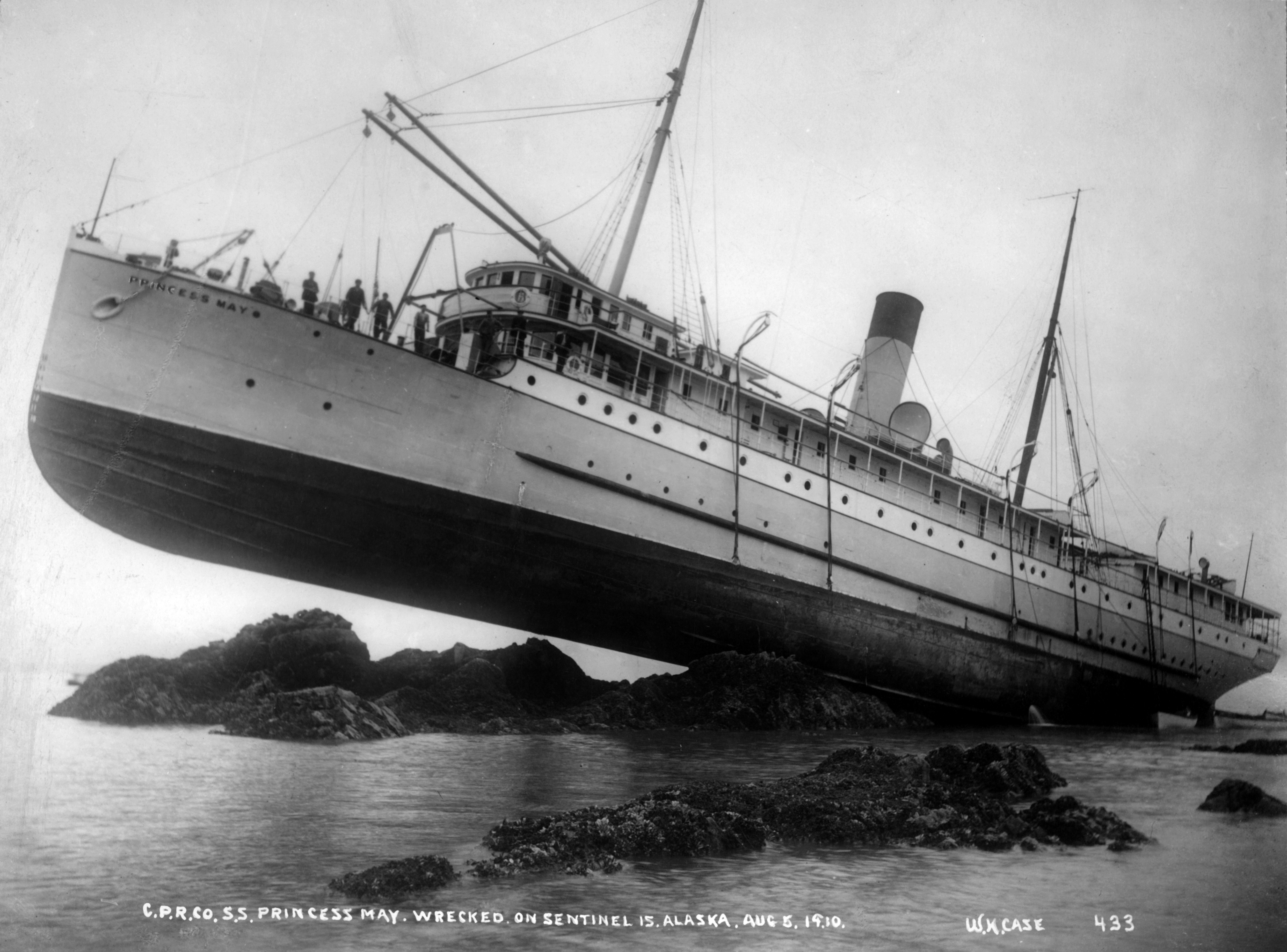
Le naufrage du Princess May sur l'île Sentinel

Le phare de l'île Sentinel est situé à l'entrée nord du canal Favorite, entre l'île Lincoln et l'île Shelter.
Il est actuellement opérationnel pour l'aide à la navigation entre les villes de Juneau, Skagway et Haines. En 1935, il a été reconstruit en style Art déco en remplacement de sa structure d'origine qui était en bois.
En 1910 le navire Princess May s'est échoué sur les récifs qui entourent le phare, le bâtiment et l'équipage ont pu être sauvés, mais la photo de l'échouage est restée célèbre.
En 2002 le phare a été inscrit au National Register of Historic Places.

## Sources
- (en) USCG

- (en) Cet article est partiellement ou en totalité issu de l’article de Wikipédia en anglais intitulé « Sentinel Island Light » (voir la liste des auteurs).